# Urgleptes euprepes
Urgleptes euprepes là một loài bọ cánh cứng trong họ Cerambycidae.